# Murla

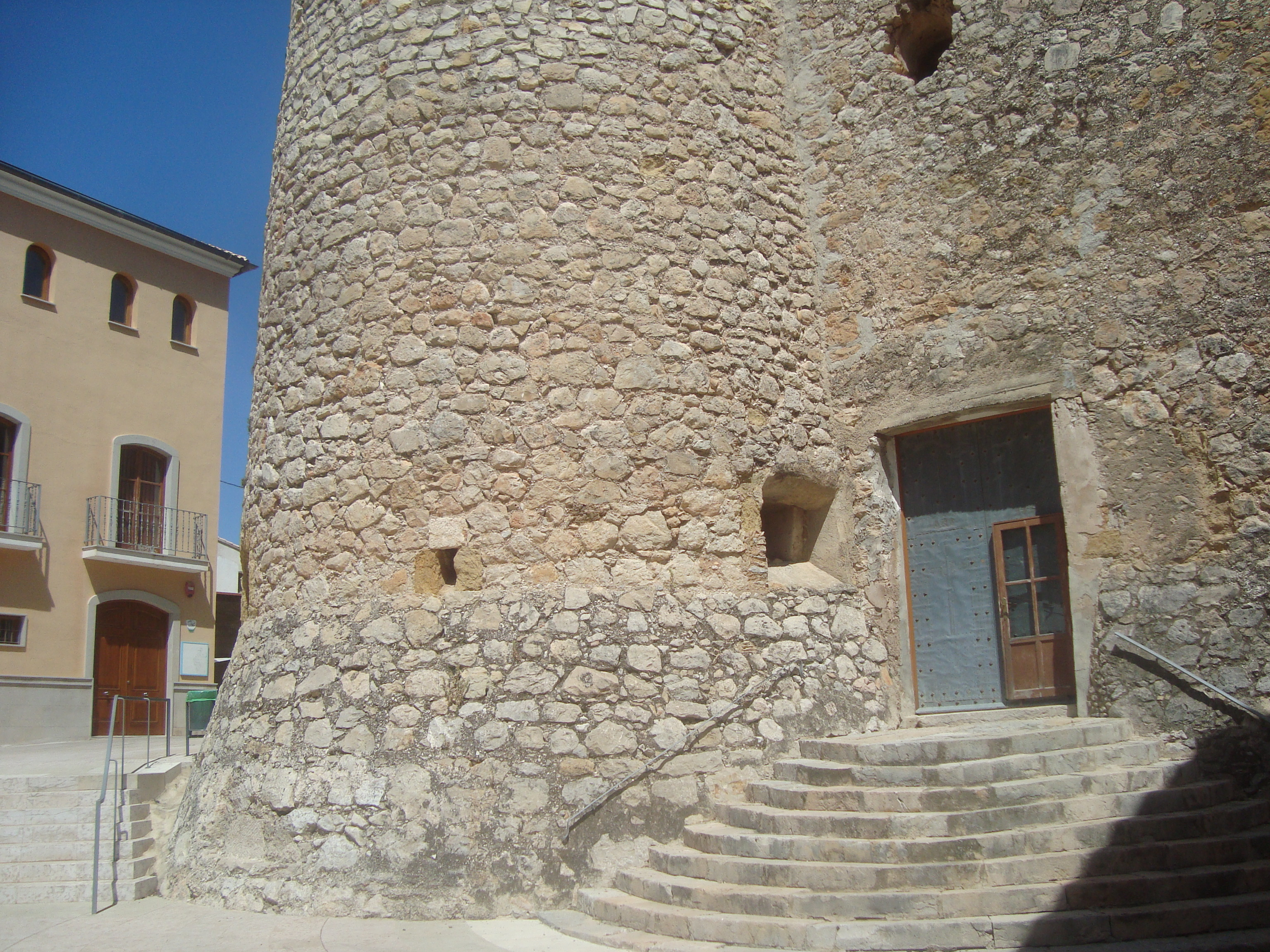
Castillo-Iglesia parroquial de San Miguel Arcángel de Murla (Alicante).

Murla es un municipio de la Comunidad Valenciana, España. Situado en el noreste de la provincia de Alicante, en el Valle de Pop. Cuenta con una población de 585 habitantes (INE 2024).

## Geografía
Murla está situado en la comarca de la Marina Alta y en la subcomarca del valle de Pop, en el sector oriental de la sierra de La Solana. El territorio es montañoso, con alturas notables como el Seguili, el Castellet y las estribaciones del Penyal de Laguar. El barranco más destacable es el de Cotes, así como la cuenca del río Jalón.
Se encuentra situada a 15 km de Denia en la carretera que lleva desde Castell de Castells hasta Parcent. A 87 km de Alicante y a 48 km de Benidorm.
Se accede a esta localidad, desde Alicante, por la carretera N-332 para tomar en Benisa por la CV-750. 

### Localidades limítrofes
Limita con los términos municipales de Alcalalí, Benichembla, Orba, Parcent y Vall de Laguart.

## Historia
En 1244, con la firma del “pacto de la Jovada”, Al-Azraq entregaba al infante Alfonso, entre otras posesiones, el castillo de Pop y su adjunta alquería de Murla, que más tarde recuperaría al sublevarse contra el monarca cristiano. Liberados en 1257, fueron cedidos a Carroz, señor de Rebollet, junto con los castillos de Alaguar y Aixa o Jalón, para su tenencia y custodia. 
En 1262 se creó el municipio de Murla y su primer señor fue el infante Don Pedro, con lo cual el lugar continuó perteneciendo al Patrimonio Real.
El 4 de febrero de 1272, Jaime I de Aragón concedía la alquería de Murla a Bernat de Molins “...quedando salvo para Carroz el violario que tiene en dicha alquería”. El 18 de octubre de 1279, Pedro III otorgaba permiso a Bernat de Molins para poblar esta alquería con 30 familias musulmanas. Tras Bernat de Molins, Murla pasaría mediante venta a Berenguer de Mercer. En 1296 Jaime II donó el castillo de Pop a su privado Ramón de Vilanova, de quien pasó a su hijo Vidal de Vilanova, uno de cuyos descendientes, del mismo nombre, adquirió la alquería de Murla a la familia Mercer. Tras haber pertenecido por un tiempo al conde de Cardona, en tiempos de Pedro IV quedó nuevamente incorporada al patrimonio real. En 1323 Murla pasaba a manos de Pedro de Ribagorza. A lo largo de su historia, Murla fue objeto de numerosos procesos de compra-venta, en los que, además de los Vilanova –que permanecieron ligados a la villa durante más de un siglo–, participaron los Martorell y los Castellví. En la segunda mitad del siglo XV (1460), Juan II vendía Murla al conde de Oliva, Francisco Gilabert de Centelles. Con posterioridad pasó a pertenecer al conde de Gandía, a los condes-duques de Benavente y a los duques de Osuna. Murla fue una población mixta de cristianos viejos y moriscos, en la que predominaron los primeros.

## Geografía humana

### Demografía
Cuenta con una población de 585 habitantes (INE 2024).
| Gráfica de evolución demográfica de Murla entre 1842 y 2021                                                           |
| |
| Población de derecho según los censos de población del INE. Población de hecho según los censos de población del INE. |

| Nacionalidad | Hombres | Mujeres | Total | %     | Proporción |
| ------------ | ------- | ------- | ----- | ----- | ---------- |
| Española     | 123     | 153     | 276   | 51.1% |            |
| Extranjera   | 131     | 133     | 264   | 48.8% |            |

| País        | Hombres | Mujeres | Total | %     | Proporción |
| ----------- | ------- | ------- | ----- | ----- | ---------- |
| Reino Unido | 80      | 82      | 162   | 61.4% |            |
| Francia     | 7       | 5       | 12    | 4.5%  |            |
| Bulgaria    | 5       | 6       | 11    | 4.2%  |            |
| Alemania    | 5       | 5       | 10    | 3.8%  |            |
| Colombia    | 4       | 3       | 7     | 2.7%  |            |
| Bolivia     | 0       | 2       | 2     | 0.7%  |            |
| Ecuador     | 1       | 0       | 1     | 0.3%  |            |
| Perú        | 1       | 0       | 1     | 0.3%  |            |

### Economía
Su economía se basa principalmente en la agricultura. En la actualidad almendros y naranjos son la base de los cultivos al desaparecer prácticamente la uva variedad moscatel, en tiempos mayoritaria.

#### Evolución de la deuda viva
El concepto de deuda viva contempla sólo las deudas con cajas y bancos relativas a créditos financieros, valores de renta fija y préstamos o créditos transferidos a terceros, excluyéndose, por tanto, la deuda comercial.
Entre los años 2008 a 2014 este ayuntamiento no ha tenido deuda viva.

## Política
| Periodo   | Nombre                    | Partido     |
| --------- | ------------------------- | ----------- |
| 1979-1983 | Antonio Reig Guerri       | UCD         |
| 1983-1987 | Antonio Reig Guerri       | AP          |
| 1987-1991 | José Andrés Sala Blanco   | AP / PP     |
| 1991-1995 | Juan Bautista Giner Mulet | PSPV - PSOE |
| 1995-1999 | Juan Bautista Giner Mulet | PSPV - PSOE |
| 1999-2003 | Josefa Roca Llácer        | PP          |
| 2003-2007 | Josefa Roca Llácer        | PP          |
| 2007-2011 | Josefa Roca Llácer        | PP          |
| 2011-2015 | Josefa Roca Llácer        | PP          |
| 2015-2019 | Juan Fernando Giner Riera | PP          |
| 2019-2023 | Juan Fernando Giner Riera | PP          |

## Cultura y deporte
Destaca por ser la cuna de la pelota valenciana y cuenta con una decena de equipos dedicados a este deporte autóctono de la Comunidad Valenciana.

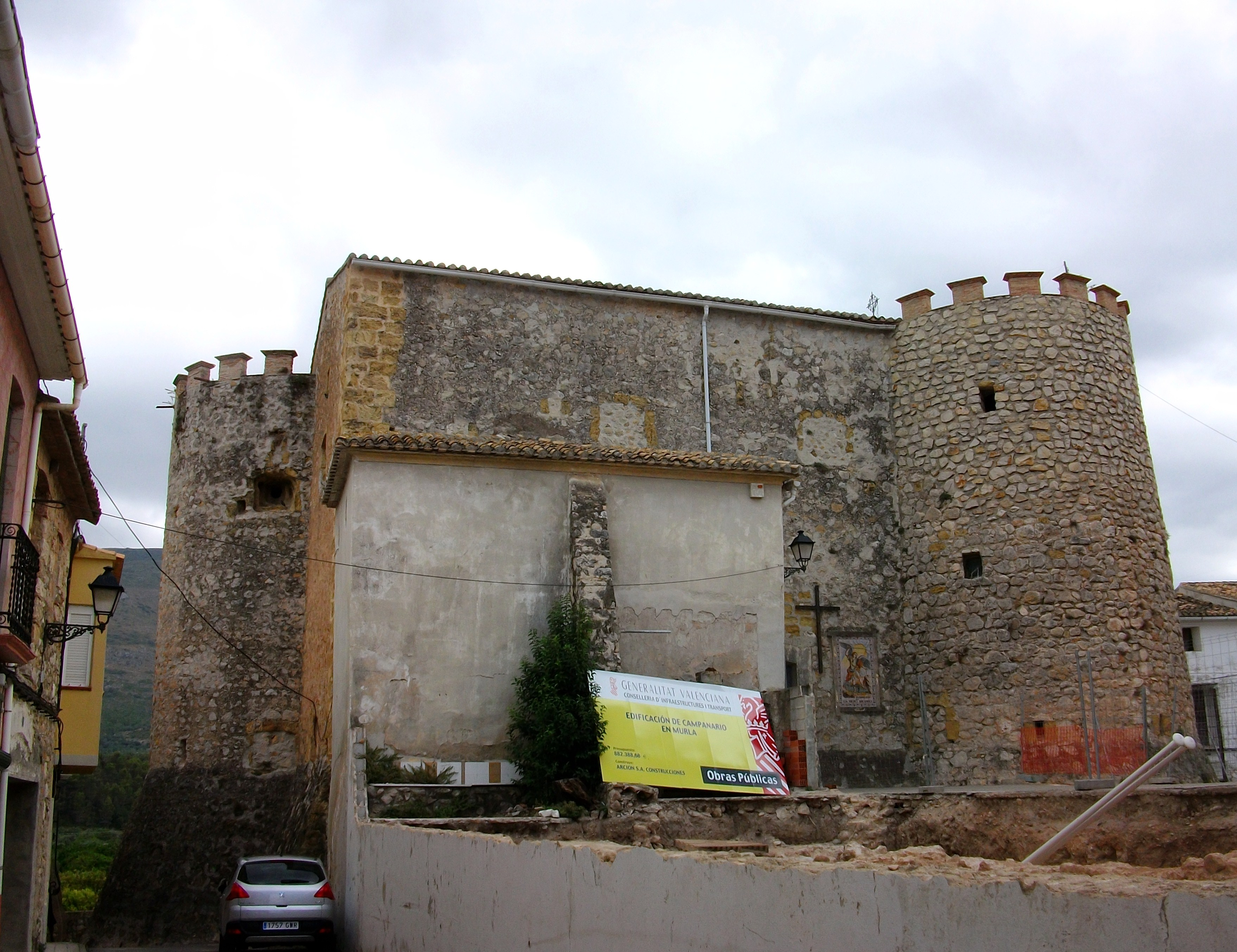
Iglesia-Fortaleza.

## Monumentos y lugares de interés
- Iglesia-Fortaleza y cimientos romanos. Edificio de interés arquitectónico.
- Ermita de la Divina Aurora o Ermita de la Sangre

## Fiestas
- Fiestas patronales. La fiesta mayor se celebra en honor a la Divina Aurora y al Santísimo Cristo del Salvador durante la primera semana del mes de agosto.

En enero se celebra la romería a la ermita de San Sebastián.
En septiembre se celebran las fiestas en honor a San Miquel, patrón de la iglesia de Murla.